# Guardian (gruppo musicale)
I Guardian sono una band christian metal nata nel 1982.

## Formazione

### Formazione attuale
- David Bach - basso
- Tony Palacios - chitarra
- Jamie Rowe - voce
- Karl Ney - batteria

### Ex componenti
- Paul Cawley - voce (1982-1990)
- David Caro - chitarra (1985-1988)
- James Isham - chitarra (1982-1984)
- Rikk Hart - batteria (1982-1990)

## Discografia

### Album studio
- 1989 - First Watch
- 1991 - Fire and Love
- 1993 - Miracle Mile
- 1994 - Swang, Swang, Swung
- 1995 - Buzz
- 1997 - Bottle Rocket
- 1998 - The Yellow and Black Attack is Back
- 1999 - Live!
- 2014 - Almost Home

### Compilation
- 1987 - California Metal
- 1991 - Portrait of a Spirit
- 1992 - Crushed by Love
- 1996 - Kingdom of Rock
- 1999 - Smashes: The Best of Guardian Best of
- 1999 - Sunday Best
- 2000 - Bite Size Meat Pies
- 2001 - Voyager & Fusion: The Early Years

### Live
- 2000 - Guardian Live!
- 2001 - Live at Cornerstone